# 马蒂·弗里德曼 (音乐家)
马丁·阿达姆·「马蒂」·弗里德曼（英語：Martin Adam "Marty" Friedman，1962年12月8日—）是一名美國吉他演奏家与作曲家，最为知名的是他在重金属乐队麦加帝斯中担任的主音吉他手角色。由于喜爱东方文化，自2003年，他定居于日本東京的新宿地區，并拥有自己的电视节目《Rock Fujiyama》以及《Jukebox English》。目前亦與台灣閃靈樂團主唱林昶佐合組鐵色克隆X樂團。

## 引用
1. ↑  蔵出しここだけクロニクル ｜ マーティ・フリードマン 的存檔，存档日期2009-03-25. （日語）